# Heartbreak Hotel/I Was the One
Heartbreak Hotel/I Was the One è un singolo del cantante rock statunitense Elvis Presley, pubblicato il 27 gennaio 1956 dall'etichetta discografica RCA Victor su vinile a 45 giri e su gommalacca a 78 giri.

## Descrizione
Il disco fu pubblicato il 27 gennaio 1956, fu il primo per la RCA dopo i precedenti pubblicati dalla Sun Records, e fece il suo debutto in classifica il 3 marzo 1956, entrando alla posizione numero 68 della classifica "pop" e alla posizione numero 9 della classifica "country". In meno di due mesi raggiunse la vetta di entrambe le classifiche, e si posizionò alla posizione numero 5 in quella R&B.
In Gran Bretagna il singolo raggiunse la seconda posizione in classifica.
In Italia il disco fu pubblicato su 78 giri dalla RCA Italiana (A25V 0470) nel maggio 1956.

## Tracce
Lato A
1. Heartbreak Hotel (testo: Mae Boren Axton – musica: Tommy Durden)

Lato B
1. I Was the One (Aaron Schroeder, Claude DeMetrius, Hall Blair, Bill Pepper)

## Formazione
- Elvis Presley – voce solista, chitarra acustica ritmica
- Scotty Moore – chitarra elettrica solista
- Bill Black – basso
- D. J. Fontana - batteria
- Chet Atkins - chitarra
- Floyd Cramer - pianoforte

## Classifiche
| Classifica  | Posizione raggiunta |
| ----------- | ------------------- |
| Regno Unito | 2                   |
| Australia   | 37                  |
| Paesi Bassi | 51                  |
| Svezia      | 53                  |
| Stati Uniti | 1                   |